# Fontaine d'Aspet
La 'fontaine d'Aspet est une fontaine située à Aspet, en Haute-Garonne (France).

## Localisation
La fontaine est située au cœur du village d'Aspet, sur la place de la République.

## Historique
C'est Catherine de Coarraze qui aurait offert cette fontaine à la ville, vers la fin du XVe siècle ou le début du XVIe siècle, bien que son architecture laisse penser à une construction un peu plus tardive.
L'édifice est inscrit au titre des monuments historiques le 18 juin 1979.

## Description
Le bassin inférieur est de forme octogonale. Le bassin supérieur, plus petit, est posé sur un pilier central en pierre et est de forme circulaire. Au-dessus est posé un ornement en pot à feu, sans doute rajouté au XVIIe siècle, lui-même surmonté d'une cloche ornée d'ardoises en écaille, laquelle est reliée au bassin circulaire par quatre volutes en fer forgé. Entre ces quatre volutes jaillissent les jets d'eau.

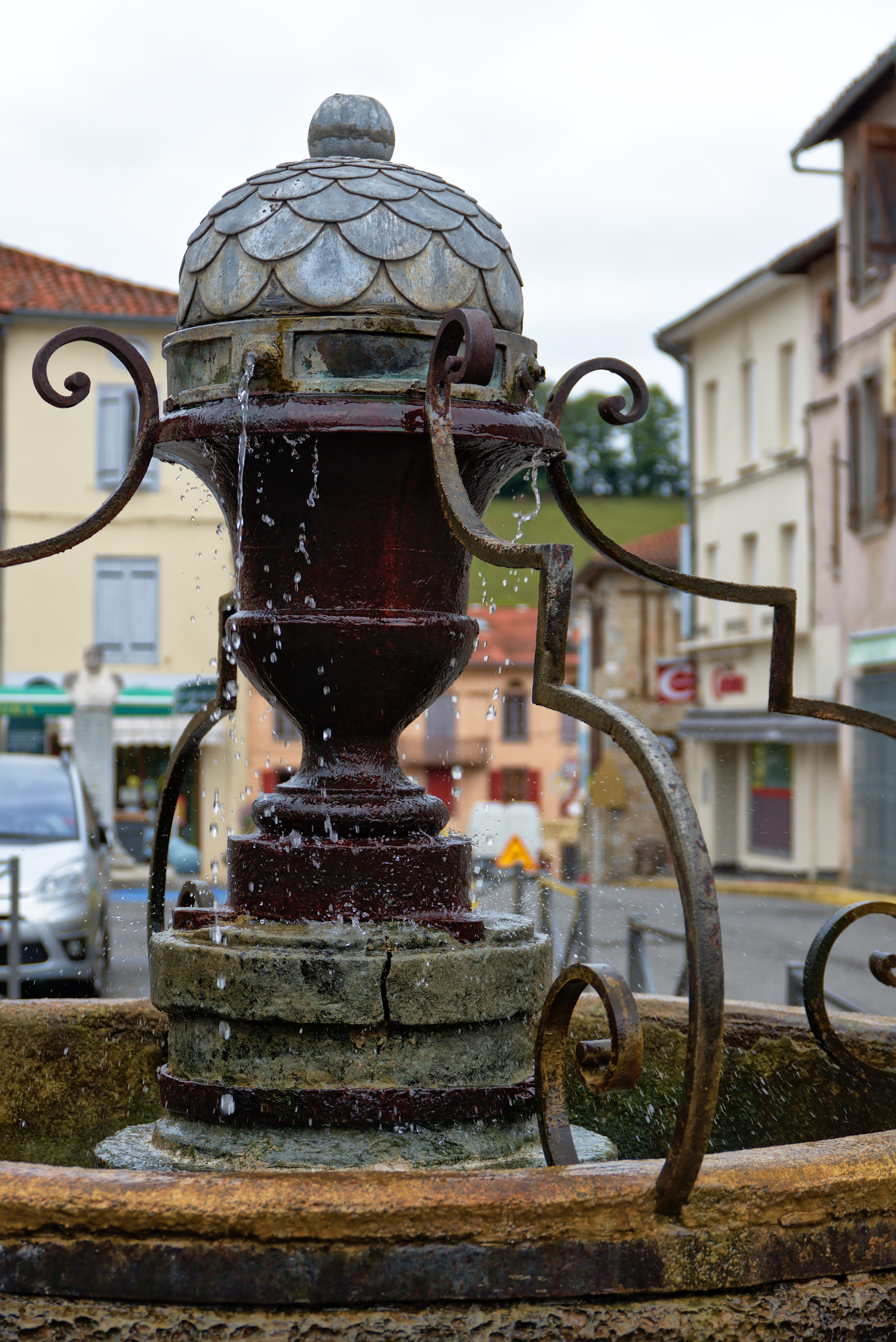
Détail du pot à feu et de la cloche.